# Liste de cognomina
Liste de cognomina — pluriel du latin cognomen, « surnom » — romains.

## A
Abercius - Abito - Acacius - Acaunus - Achaicus - Acilianus - Adauctus - Adepphius - Adiutor - Adranos - Adventus - Aeacus - Aebutus - Aemilianus - Afer - Africanus - Agaptus - Agatopus - Agelastus - Agorix - Agricola - Agrippa - Agustalis - Ahala - Ahenobarbus - Albanus - Albinius - Albinus - Albucius - Alethius - Allectus - Aloysius - Aluredes - Alypius - Amandus - Amantius - Ambrosius - Amor - Amphion - Anatolius - Ancus - Andronicus - Angelus - Antius - Anullinus - Apelles - Apellinus - Aper - Apollonarius - Aponius - Aquila - Aquilius - Aquillius - Aratus - Arcadius - Arcavius - Archarius - Arius - Armiger - Arminus - Arpagius - Arrianus - Arruntius - Aruns - Arvina - Asellio - Asina - Asprenas - Asprenus - Assanius - Audaios - Audens - Augendus - Augurnus - Augurius - Augustalis - Augustanus - Augustus (exceptionnel) - Auila - Aurelianus - Aurelius - Ausonius - Auspex - Auxentius - Auxientius - Auxilius - Avienus - Avitus

## B
Balbillus - Balbus - Balduinus - Bambalio - Bamballio - Banquerius - Barbatus - Baro - Bassus - Bato - Belenus - Belisarius - Bellator - Belletor - Bellicus - Bellus - Bestia - Betto - Bibaculus - Bibulus - Bitucus - Blandus - Bodenius - Bolanus - Bonifatius - Bonosus - Bonus - Bonuspar - Bradua - Brocchus - Bromidus - Bruccius - Brucetus - Bruscius - Brutus - Bubo - Buccio - Bulla - Burcanius - Burrus - Buteo

## C
Caecilianus - Caecina - Caecus - Caelistis - Caelestius - Caelianus - Caelinus - Caepio - Caerellius - Caesar - Calacicus - Calatinus - Caldus - Calenus - Calerus - Caletus - Caligula (seulement l'empereur du même nom) - Callisunus - Calogerus - Calpornius - Calpurnianus - Calpurnia - Calvinus - Calvus - Camerius - Camillus - Campanus - Candidianus - Candidus - Candidius - Canio - Canisius - Cantaber - Capito - Capiton - Caprarius - Caracturus - Carantus - Carbo - Carinus - Carisius - Carius - Carnifex - Carus - Casca - Cassianus - Castinus - Castorius - Castus - Catianus - Catilina - Cato - Catonius - Catullus - Catulus - Catus - Cecilianus - Celatus - Celer - Celsus - Cenaeus - Cencius - Censorinus - Censorius - Centumalus - Cerialis - Cerinthus - Cerularius - Cervianus - Cervidus - Cethegus - Chlorus - Christianus - Cicero - Cico - Cimber - Cinna - Cinnianus - Cita - Cittinus - Civilis - Clarus - Classicianus - Claudus - Claudianus - Clemens - Clement - Clodian - Clodianus - Cogitatus - Colias - Collatinus - Columbanus - Columella - Comes - Comitianus - Comitinus - Commidius - Commidus - Commius - Commodus - Concessus - Congrio - Constans - Constantius - Corbulo - Cordus - Coriolanus - Cornix - Cornutus - Corvinus - Corvus - Cosmas - Cotentinus - Cotta - Crassus - Cremutius - Crescentius - Cresces - Crispian - Crispin - Crispus - Crito - Crotilo - Cucuphas - Culleolus - Cumanus - Cunobarrus - Cupitas - Curio - Cyprianus - Cyprias - Cyricus

## D
Dacien - Dagwalus - Dalmatius - Dama - Damasippus - Damasus - Damian - Dannicus - Dardanius - Dardanus - Decentius - Decianus - Decmitius - Decmus - Dexion - Dexippus - Didicus - Dignus - Dio - Diocletianus - Diocourides - Disertus - Docilinus - Docilus - Dolabella - Dominicus - Domitianus - Donatianus - Donatus - Donicus - Dorotheus - Drusillus - Drusus (associé à la gens Claudia) - Dubitatius - Dulcitius - Durio - Durus - Duvianus

## E
Eborius - Eburnus - Ecdicius - Eclectus - Egbuttius - Egnatius - Elerius - Eliphas - Elpidius - Elvorix - Emeritus - Encratis - Ennecus - Ennius - Ennodius - Eonus - Epidianus - Epimachus - Epolonius - Erasinus - Esdras - Eudomius - Eudoxius - Eugenius - Eugenus - Eulogius - Eumenius - Eunapius - Euphemius - Eustacius - Eutherius - Evodius - Excingus - Exsupereus - Exuperantius - Exupertus

## F
Fabianus - Fabillus - Facilis - Fadus - Fagus - Falco - Falconius - Falx - Famia - Familiaris - Fastidius - Faustillus - Faustinianus - Faustinius - Faustus - Faventinus - Felicissimus - Felissimus - Felix - Ferentinus - Ferreolius - Festus - Fidelis - Figulus - Fimbria - Fimus - Firminus - Firmus - Flaccus - Flamma - Flavian - Flavianus - Flavillus - Flavinus - Florens - Florentius - Florianus - Florus - Forianus - Fortunatus - Fraucus - Fredisius - Frigidian - Frontalis - Frontinus - Fronto - Fructosis - Frugi - Frugius - Frumentius - Fullofaudes - Fulvianus - Furius - Fuscinus - Fuscus

## G
Gaianus - Gaius - Gala - Galarius - Galenus - Galerus - Gallio - Gallus - Galvisius - Garilianus - Gaurus - Gavros - Gavrus - Gelasius - Gellius - Gemellus - Geminianus - Generidus - Genesius - Genialis - Gennadius - Gerardus - Germanus - Germanicus - Gessius - Geta - Getha - Glabrio - Glaucia - Globulus - Gluvias - Glycia - Gordian Gordianus - Gordio - Gorgonius - Gracchus - Gracilis - Gratian - Gratidianus - Grattus - Gregorius - Grumio - Gualterus - Gryllus

## H
Habitus - Hadrianus - Hardalio - Haterius - Helvius - Herculius - Herenus - Herma - Hermina - Hesychius - Hiberus - Hilario - Hilaris - Hilarius - Hirpinius - Hirrus - Homullus - Honoratus - Horatius - Hortensis - Hortensius - Hortensus - Hosidius - Humilus - Hybrida

## I-J
Les Romains ne connaissaient pas le J, les deux lettres sont confondues.

Iacomus - Igennus - Ignatius - Indaletius - Indus - Ingenuus - Ingenvinus - Iocundus - Iovinus - Irenaeus - Isatis - Isauricus - Italicus - Ivmarus - Ianuarius - Iavolenus - Iovinianus - Iovinus - Iovius - Iuba - Iulian - Iulianus - Iuncinus - Iuncus - Iunianus - Iustianus - Iustinianus - Iustinus - Iustus - Iuvenlis

## K
Kaeso (ou Caeso, gens Fabia)

## L
Lactantius - Laeca - Laenas - Laetinianus - Laevinus - Larcius - Lartius - Lateranus - Latinius - Laurentius - Leddicus - Lentullus - Lentulus - Leon - Leontius - Lepidus - Lepontus - Leptis - Libanius - Liberalis - Libo - Licinianus - Licinius - Ligur - Ligustinus - Limetanus - Linus - Litorius - Littera - Litumaris - Livianus - Livigenus - Longinus - Lovernianus - Lovernius - Lucan - Lucanus - Lucianus - Lucilianus Lucretius - Luctacus - Lucullus - Lunaris - Luonercus - Lupercus - Lupicinus - Lupinus - Lupis - Lurco - Lurio - Lutherius - Lutorius

## M
Maccalus - Macer - Macrinus - Macro - Macrobius - Mactator - Maecenus - Maecius - Magnentius - Magnus - Magunnus - Maius - Major - Malchus - Mallus - Maltinus - Mancinus - Manlius - Mansuetus - Marcallas - Marcellinus - Marcellus - Marcialis - Marcipor - Margarita - Marinianus - Marinus - Maritialis - Maritimus - Marius - Maro - Marsallas - Marsicus - Marsus - Marsyas - Martial - Martialis - Martianus - Martinus - Martius - Martyrius - Marullinus - Marullus - Maternus - Matho - Mauricius - Maursus - Maximian - Maximianus - Maximinius - Maximinus - Maximus - Medullinus - Megellus - Melissus - Melitus - Mellitus - Melus - Meminius - Memmius - Memor - Mercator - Mercurialis - Mercurinus - Merula - Messala - Messor - Metellus - Metilius - Metunus - Micianus - Mico - Micon - Milonius - Minervalis - Minianus - Minicianus - Moderatus - Molacus - Momus - Montanus - Montaus - Mordanticus - Mucianus - Muco - Muncius - Murena - Mus - Musa - Musicus - Mutilus - Mutius

## N
Nabor - Naevius - Narcissus - Narsès - Nasica - Naso - Natalinus - Natalis - Naucratius - Nazarius - Nectaridus - Nelius - Nemesianus - Nemnogenus - Neneus - Nennius - Nepos - Nero - Nertomarus - Nerva - Nicasius - Nicetius - Nigellus - Niger - Nigidius - Nigrinus - Niraemius - Nolus - Nonius - Noster - Novation - Novellius - Numerianus - Numonis

## O
Oceanus - Octavian - Octavianus - Octobrianus - Olennius - Olympicus - Opilio - Opimius - Opis - Optatus - Orientalis - Orientius - Orissus - Orosius - Osterianus - Otho - Ovinus - Orbus

## P
Pacatianus - Pachomius - Pacuvianus - Paenula - Paetinus - Paetus - Palicamus - Pamphilius - Panaetius - Pansa - Pantensus - Pantera - Panthera - Papinian - Papus - Paratus - Parnesius - Pascentius - Pastor - Paterculus - Paternus - Patiens - Patricius - Paulinus - Paullus - Pavo - Pelagius - Pennus - Peregrinus - Perennis - Perpenna - Perperna - Pertacus - Pertinax - Petasius - Petreius - Petronax - Petrus - Philippus - Photius - Pictor - Pilatus - Pilus - Pinarius - Piso - Pius - Placidus - Planta - Plautis - Plautius - Plautus - Pleminius - Pollienus - Pollio (en) - Polus - Polybius - Pompolussa - Pomponius - Poplicola - Porcus - Porphyrius - Postuminus - Postumus - Potitus - Praetextus - Prilidianus - Primanus - Primulus - Primus - Prisca - Priscian - Priscillian - Priscillianus - Priscus - Probus - Processus - Proceus - Proculus - Procyon - Profuterius - Propertius - Protacius - Protus - Proxsimus - Publianus - Publicola - Publicus - Pudens - Pudentius - Pulcher - Pulcherius - Pullus - Pusinnus - Pustula

## Q
Quartinus - Quarto - Quatruus - Quentin - Quietus - Quintilianus - Quintilius - Quintillius - Quintillus - Quiriac - Quiricus - Quirinalis

## R
Ramio - Ramirus - Ravilla - Reburrus - Receptus - Rectus - Regillus - Reginus - Régulus - Remigius - Remus - Renatus - Respectus - Restitutus - Rex - Ripanus - Rogatus - Rogelius - Romanus - Romulianus - Romulus - Roscius - Rufinianus - Rufinus - Rufrius - Rufus - Rullus - Ruricius - Ruso - Rusticus - Rutilianus

## S
Sabellius - Sabinianus - Sabinus - Sexius - Sacerdos - Saenus - Salinator - Salonianus - Saloninus - Salonius - Salvian - Salvianus - Salvius - Sanctus - Sandilianus - Sanga - Sarimarcus - Sarrius - Saturninus - Saunio - Scaevola - Scapula - Scaro - Scato - Scaurus - Schlerus - Scipio - Scribonianus - Scrofa - Sebastianus - Secundas - Segestes - Sejanus - Sellic - Seneca - Senecianus - Senecio - Senilis - Senna - Senopianus - Sentius - Septimianus - Sergius - Seronatus - Serranus - Sertorius - Servanus - Servatius - Servilius - Seuso - Severlinus - Severus - Sevso - Siculus - Sidonius - Sigilis - Silanus - Silius - Silo - Silus - Silvanus - Similis - Simo - Simplex - Simplicianus - Siricus - Sisenna - Sisinnius - Sita - Sollemnis - Sorex - Sorio - Sosius - Sotericus - Soulinus - Sparticus - Spendius - Speratus - Statius - Stichus - Strabo - Sudrenus - Suilius - Sulinus - Sulla - Sulpicius - Super - Superbus - Superstes - Sura - Surinus - Surius - Surus - Sylla - Sylvian - Sylvius - Symmachus - Symphorian - Sympronian - Synistor - Synnodus

## T
Tacitus - Taenaris - Tancinus - Tanicus - Tarquinius - Tarsicius - Tasius - Tatian - Taurinus - Telesinus - Terenteianus - Tertius - Tertullien - Tertullianus - Tertulus - Tetricus - Tetullianus - Thrasea - Tiberillus - Tiberinus - Tibullus - Tiburs - Tiburtius - Ticinius - Titianus - Titillus - Torquatus - Toutius - Traianus - Trailus - Tranio - Tranquillus - Trebellius - Trebius - Trebonianus - Trebonius - Tremerus - Tremorinus - Trenico - Trenus - Triarius - Trifer - Triferus - Trimalchio - Trogus - Trupo - Tuccianus - Tuditanus - Tullius - Tullas - Tullius - Turibius - Turpilianus - Turpilias - Turpilinus - Tuticanus - Tutor - Typhoeus - Tyranus

## U
Ulfila - Ulixes - Ulpianus - Umbonius - Urbicus - Ursacius - Ursinus - Ursus - Uticensis

## V
Vala - Valens - Valentinian - Valentinus - Valerian - Valerianus - Valgus (Gens Quintia) - Varialus - Varro - Varus - Vatia - Vedrix - Végèce - Velius - Velus - Venantius - Venator - Ventor - Venustinius - Vepgenus - Veranius - Verecundus - Vergilius - Verinus - Verres - Verrucosus - Verullus - Verulus - Verus - Vespasianus - Vespillo - Vestinus - Vestorius - Vetranio - Vettonianus - Veturius - Viator - Vibennis - Vibius - Vibullius - Victor - Victorinus - Victricius - Vincentius - Vindex - Vinicianus - Vipsanius - Virginius - Viridio - Virilis - Virnius - Vitalinus - Vitalion - Vitalis - Vitoricus - Vitulus - Vitus - Vocula - Volturcius - Volusenus - Volusianus - Vonones - Vopiscus - Voteporix - Vulso

## W, X, Y
La lettre W est inconnue des Romains. Les lettres X et Y, quant à elles, sont très rares à l'initiale des mots, sauf dans les emprunts au grec.

## Z
Zeno - Zoilus - Zosimus